# Pau i el seu germà
Pau i el seu germà è un film del 2001 diretto da Marc Recha.